# Žrnova
Žrnova je naselje v Občini Radenci.